# 查尔斯·爱德华·巴伯
查尔斯·爱德华·巴伯（英語：Charles Edward Barber，1840年11月16日—1917年2月18日，也称查尔斯·E·巴伯），美国铸币局第六任首席雕刻师，在任时间为1879年至1917年。

## 生平
他是继其父亲威廉·巴伯之后成为美国铸币局首席雕刻师的。巴伯最知名的作品有以“巴伯”命名的巴伯10美分、巴伯25美分和巴伯50美分，以及被称为“V”的自由女神头像镍币。